# Billy Budd (nowela)
Billy Budd – nowela amerykańskiego pisarza Hermana Melville’a wydana pośmiertnie w 1924 roku. Książka opowiada o Billym, nowym członku załogi na pokładzie statku „Bellipotent”, który jako młody i przystojny marynarz zwraca na siebie jej uwagę.
Melville rozpoczął prace nad książką w listopadzie 1886 roku, wielokrotnie ją poprawiając i rozszerzając, ale pozostawił rękopis w nieładzie. Po śmierci autora wdowa Elizabeth Melville zaczęła redagować rękopis, przygotowując się do publikacji, ale nie była w stanie rozpoznać wszystkich intencji męża, włączając w to także tytuł noweli.
Raymond M. Weaver, pierwszy biograf Melville’a, otrzymał rękopis i opublikował pierwszą wersję dzieła w 1924 roku. Zawierała ona błędne interpretacje autorstwa Elizabeth, a także przedmowę, którą Melville uprzednio usunął. Dwóch naukowców pracujących nad dziełami pisarza, Harrison Hayford i Merton M. Sealts Jr., w 1962 roku ponownie opublikowało tekst, który jest uważany za najlepszą transkrypcję dzieła. 
Książka wydana po raz pierwszy w 1924 roku spotkała się z uznaniem krytyków i ówczesnych pisarzy. Określano ją jako arcydzieło i porównywano do Moby Dicka, innej powieści autora. Na przestrzeni lat powstało wiele opracowań określających dzieło jako przypowieść moralną czy alegorię teologiczną.
Billy Budd był wielokrotnie adaptowany w innych mediach, m.in. jako film (Peter Ustinov) i opera (Benjamin Britten).

## Okoliczności powstania utworu

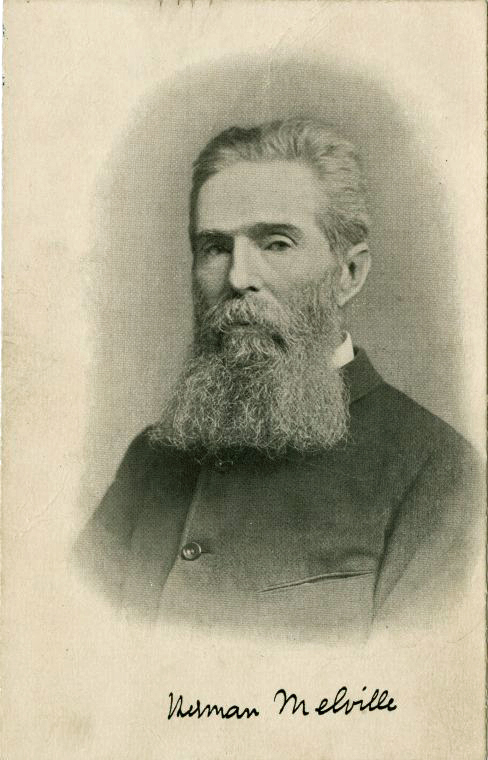
Herman Melville, 1885

W 1857 roku Melville wydał powieść Oszust, która została negatywnie odebrana. Od tego momentu autor skupił się na pisaniu wierszy wydawanych prywatnym sumptem. W roku 1885 przeszedł na emeryturę.
Pierwowzorem utworu była ballada Billy w kajdanach, która miała zostać wydana w zbiorze poezji John Marr and Other Sailors. Postać Billy’ego we wczesnej wersji była starszym mężczyzną skazanym za podżeganie do buntu. Autor nie umieścił wiersza w opublikowanej książce. Melville rozszerzył historię i dołączył do niej balladę, tworząc w rękopisie nowy utwór, który ostatecznie osiągnął 150 stron. Później ballada Billy w kajdanach została umieszczona na końcu noweli w wersji z 1962 roku.
Po śmierci pisarza owdowiała Elizabeth Melville, która wcześniej pomagała mu przy innych projektach, dopisała notatki zawierające własne domysły, poprawiła pisownię, posortowała luźne kartki, a w niektórych przypadkach dodała swoje komentarze przy niewyraźnym piśmie męża. Próbowała podążać za tym, co sama postrzegała jako cele swojego męża, ale jej dopiski i korekty stały się mylące. Pierwsi profesjonalni biografowie pisarza, Raymond M. Weaver i F. Barron Freeman, pomylili jej zapiski z tymi autorstwa Melville’a. Przykładowo Elizabeth Melville połączyła kilka stron, oznaczając je jako „Przedmowę do Billy'ego Budda?”, wskazując jednocześnie, że nie wiedziała, co zamierzał zrobić jej mąż. W pewnym momencie umieściła rękopis w blaszanym pudełku z innymi materiałami literackimi autora, gdzie pozostawał nieodkryty przez kolejnych 28 lat. Manuskrypt liczący 351 stron został umieszczony w Houghton Library.
Rękopis ten zawierał poprawki, skreślenia, wklejone kartki i adnotacje wykonane przez kilka autorów. Tekst obejmował co najmniej dwie różne próby opracowania wersji ostatecznej. Naukowcy Harrison Hayford i Merton M. Sealts Jr. przeprowadzili obszerne badania notatek w latach 1953–1962. Ich zdaniem tworzenie noweli przebiegało w trzech fazach. Na podstawie papieru używanego na przestrzeni lat, przyborów do pisania (ołówek, długopis, kolor atramentu), adnotacji i skreśleń doszli do wniosku, że Melville wprowadził głównych bohaterów na trzech etapach kompozycji: najpierw Billy w balladzie Billy w kajdanach, potem Claggart i na końcu Vere. Gdy punkt ciężkości jego uwagi przesuwał się na kolejną postać, modyfikował fabułę. Ponieważ Melville nigdy całkowicie nie ukończył poprawek, krytycy byli podzieleni zarówno co do tego, gdzie położono nacisk tematyczny, jak i co do intencji Melville’a.

## Fabuła

### Tło fabularne
W XVIII wieku floty państw europejskich walczyły ze sobą o dominację na wodach. Wielokrotnie załoga okrętu buntowała się, przechodząc na stronę wroga. W roku 1797 miały miejsce dwa bunty załogi na pokładach brytyjskich okrętów Royal Navy w cieśninie Spithead i kotwicowisku Nore.

### Streszczenie
Billy Budd, podrzutek z Bristolu, jest marynarzem pracującym na statku handlowym „Prawa człowieka”. Przepływający w pobliżu okręt „Bellipotent” przymusowo rekrutuje nowych członków załogi, przez co Billy zabiera swoje rzeczy i zostaje przydzielony do starszych marynarzy na nowym okręcie. Bohater, uważany za przystojnego i charyzmatycznego, staje się lubiany i popularny wśród załogi, wzbudzając jednocześnie niechęć przełożonego, Johna Claggarta. Billy ma skłonność do jąkania, co staje się bardziej zauważalne, gdy znajduje się pod wpływem intensywnych emocji. Pewnego dnia, widząc chłostę na pokładzie, obiecuje sobie, że będzie modelowo wykonywał swoją pracę.
Claggart jest przyjazny i uprzejmy w stosunku do Billy’ego Budda, ale próbuje zwabić go w pułapkę, używając wspólnika, aby skłonić go do udziału w rzekomym buncie wśród marynarzy. Kiedy Billy nie akceptuje buntu, Claggart idzie prosto do kapitana Vere'a i oskarża Billy’ego o podżeganie do buntu. Vere, przekonany o niewinności Billy’ego, każe im stanąć twarzą w twarz w jego kabinie. Kiedy Billy słyszy oskarżenie z ust Claggarta, reaguje przerażeniem, a jego wada wymowy uniemożliwia mu odpowiedź. Uderza Claggarta pięścią, a wezwany lekarz okrętowy stwierdza śmierć jego oskarżyciela.
Kapitan Vere postrzega śmierć Claggarta jako wyrok Boży, ponieważ jednak Billy Budd zbuntował się przeciwko przełożonemu, prawo wymaga od niego postawienia go przed sądem wojennym. Mając w pamięci niedawne bunty na innych okrętach, ostrzega członków sądu, by nie pozwolili, żeby przy wydawaniu wyroku kierowały nimi naturalne uczucia. Claggart zostaje pochowany z wszelkimi honorami, a Billy skazany na powieszenie o świcie w obecności całej załogi.
Niedługo później kapitan Vere zostaje śmiertelnie ranny w potyczce z francuskim okrętem wojennym „Ateista”. Umierając, wypowiada słowa: „Billy Budd, Billy Budd”. Kilka tygodni później w gazecie pojawia się doniesienie przeinaczające fakty dotyczące śmierci Claggarta. Powieść kończy się napisaną wkrótce potem sentymentalną balladą marynarza Billy w kajdanach.

## Historia publikacji

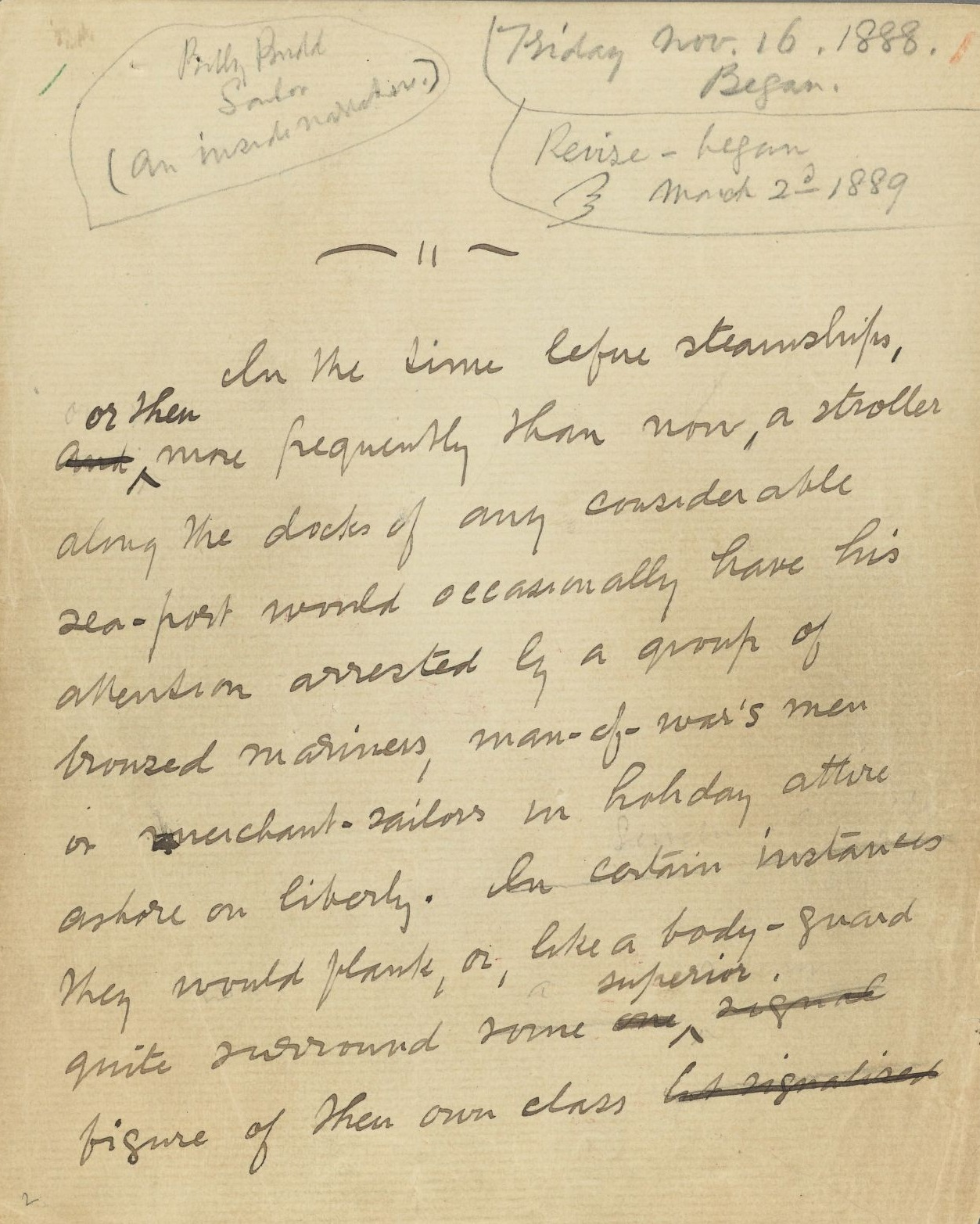
Rękopis, 1888

W sierpniu 1918 roku Raymond M. Weaver, profesor na Uniwersytecie Columbia, który prowadził badania nad pierwszą biografią Melville'a, złożył wizytę wnuczce pisarza Eleanor Melville Metcalf. Dała mu ona dostęp do wszystkich zapisków pisarza i materiałów, które przechowywano w rodzinie: rękopisów, listów, dzienników, książek z adnotacjami i fotografii. Wśród tych dokumentów Weaver znalazł obszerny rękopis nieznanego dzieła prozatorskiego zatytułowanego Billy Budd. Po przepisaniu tekstu opublikował pierwsze wydanie w 1924 roku jako Billy Budd, Foretopman w tomie XIII The Works of Herman Melville. Cztery lata później opublikował drugie wydanie, zawierające kilka poprawek.
F. Barron Freeman opublikował kolejne wydanie w 1948 roku, zredagowane na innych zasadach, jako Melville's Billy Budd. Uważał, że tekst pozostał bliżej tego, co napisał sam Melville, ale nadal opierał się na wersji Weavera, wraz z uwzględnieniem tych fragmentów, które obecnie uważa się za nieuprawnione założenia i błędy w tekście. Kolejne wydania Billy'ego Budda aż do wczesnych lat sześćdziesiątych były wersjami jednego z tych dwóch podstawowych tekstów.
Po kilku latach badań dwóch uczonych Harrison Hayford i Merton M. Sealts Jr. zredagowało tekst, który jest uważany za wersję najbardziej poprawną i wierną wizji autora. Książka została opublikowana w 1962 roku przez University of Chicago Press. Do największych zmian w tej wersji zalicza się: zamiana tytułu z Billy Budd, Foretopman na Billy Budd, Sailor (An Inside Narrative), wyrzucenie przedmowy i zmiana nazwy okrętu z „Indomitable” na „Bellipotent”. Większość wydań wydrukowanych od tego czasu jest zgodna z tymże tekstem.
Książkę po raz pierwszy w Polsce wydał Państwowy Instytut Wydawniczy w 1966 roku. Utwór, bazujący na pierwszej edycji z 1924 roku, przełożył Bronisław Zieliński. W trzecim wydaniu naniesiono kilka poprawek, aby przybliżyć książkę do wersji z 1962 roku. Zmieniono nazwę okrętu z „Nieustraszonego” na „Bellipotent”. Usunięto tytuły rozdziałów i pozbyto się fragmentu „Od autora”. Pełny tytuł tego wydania brzmiał Billy Budd: Opowieść wtajemniczonego.

## Opinie krytyków
Dzieło zostało poddane wielu krytycznym ocenom w latach od jego odkryciu. Oceniali je uczeni, biografowie, a także ówcześni pisarze. Analizy były rozbieżne, po części z uwagi na to, że pierwsza wersja bazowała na błędach redakcyjnych. Dzieło określano głównie jako przypowieść moralną, alegorię teologiczną, książkę biograficzną, testament autora, a także wyróżniano motywy biograficzne, homoseksualne i polityczne.
Angielski poeta W.H. Auden czytał nowelę jako alegorię teologiczną. Claggart będący wcieleniem diabła próbuje skusić Budda, biblijnego Adama, do złego czynu. W jego ocenie, jeśli czytelnik ma wiele pytań po przeczytaniu książki, nie jest to przejaw błędów autora, a niemożność wyjaśnienia religijnego paradoksu mesjasza. Melville na stronach noweli próbuje zmienić nieświadomego bohatera w zbawiciela, ale nie jest w stanie jednoznacznie pokazać momentu przemiany i robi to „poza sceną” w ostatniej rozmowie Budda z kapitanem. Francuski pisarz Albert Camus, opisując autora jako jednego z największych geniuszy Zachodu, przyrównał książkę do Moby Dicka. Obie omawiają upadek człowieka, jednocześnie wychwalając życie na każdej stronie, są źródłem siły i współczucia. Są w nich bunt, akceptacja, bezgraniczna miłość, pasja do urody i treść najlepszej jakości. E.M. Forster, który współtworzył operę z 1951 roku na bazie noweli, stwierdził, że książkę należy docenić tak za historię samą w sobie, jak i wstęp do trudniejszych dzieł autora. W porównaniu do Moby Dicka, gdzie zło w postaci wieloryba ciągle się wymyka i przemierza oceany, tutaj jest spersonifikowane i jasno określone.

## Adaptacje

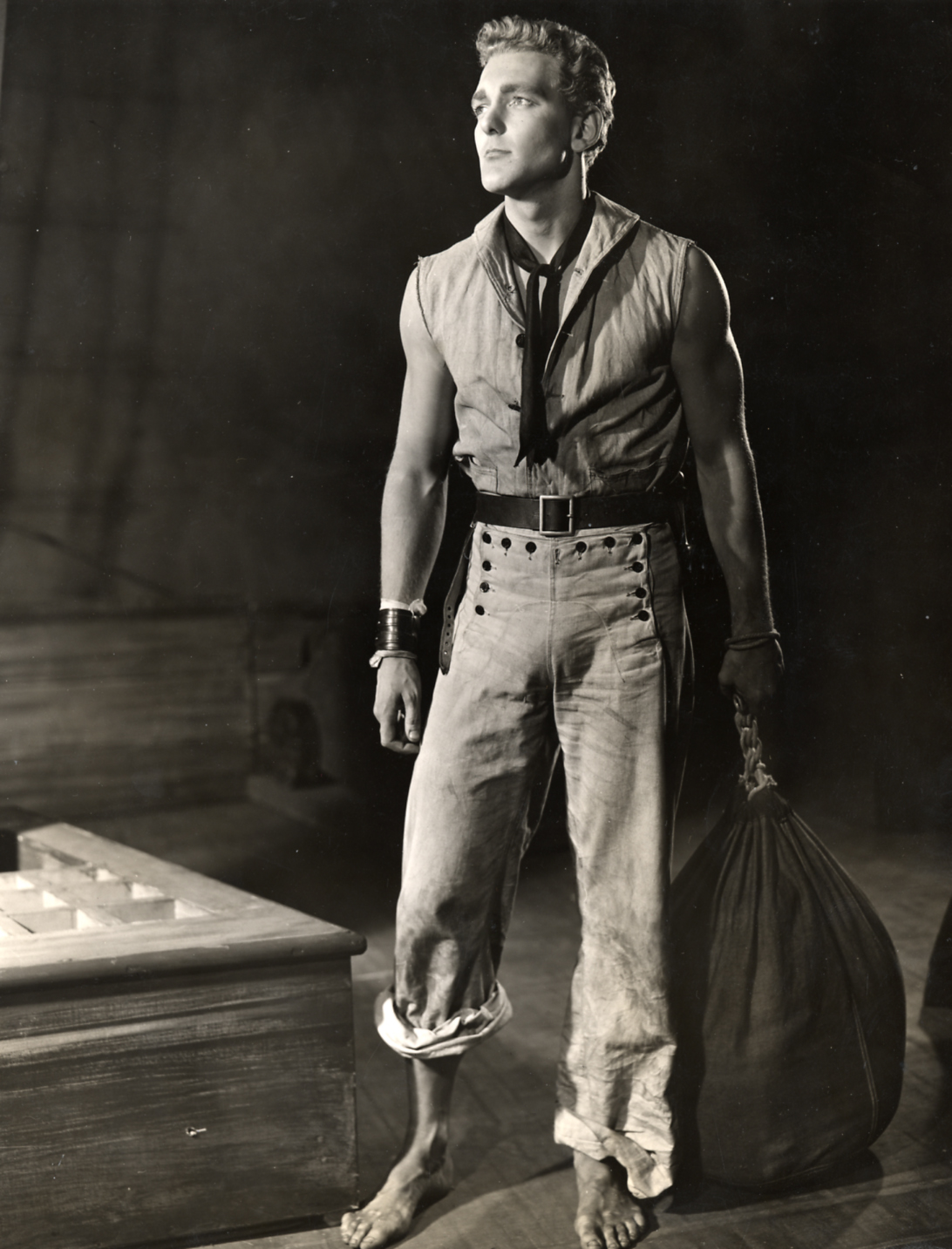
Charles Nolte jako Billy Budd w produkcji na Broadwayu z 1951 roku

### Teatr i opera
- Billy Budd (1951) – sceniczna adaptacja Louisa O. Coxe’a i Roberta Chapmana, została wystawiona na Broadwayu, zdobywając zarówno nagrodę Donaldson Awards[20] jak i nagrodę Outer Critics Circle[21].
- Billy Budd (1949) – opera Giorgio Ghediniego. Libretto napisał Salvatore Quasimodo[22].
- Billy Budd (1951) – opera Benjamina Brittena z librettem autorstwa EM Forstera i Erica Croziera. Opera nawiązuje do wersji z 1924 roku[23][24].

### Film
- Billy Budd (1962) – reż. Peter Ustinov, adaptacja sztuki z 1951 roku. Wystąpili m.in. Terence Stamp (nominacja do Oskara) Robert Ryan, Melvyn Douglas, David McCallum, Paul Rogers[23].
- Piękna praca (1999) – reż. Claire Denis, akcja toczy się w Dżibuti, jest luźno oparta na noweli[23].